# Steinernema glaseri
Steinernema glaseri is een parasitaire entomopathogene rondworm, die tot de familie Steinernematidae behoort. Steinernema glaseri leeft in symbiose met bacteriën uit het geslacht Xenorhabdus, waarvan Xenorhabdus nematophilus het meeste voorkomt. De rondworm komt alleen in de grond voor en heeft een voorkeur voor zandige grond waar het insecten en larven infecteert behorend tot de Coleoptera met de families Chrysomelidae, Curculionidae, Elateridae en Scarabaeidae. Ook worden sommige soorten Lepidoptera en Orthoptera geparasiteerd.

## Beschrijving
Steinernema glaseri-mannetje is 1500-1900 lang en 54-92 dik. De afstand van de mond tot de uitscheidingsopening is 121-178 µm en tot de zenuwring 99-183 µm. De slokdarm is 155-187 µm lang. De gevleugelde staart is 28-44 µm lang en heeft een 62-90 µm lang en 6-12 µm breed spiculum. Het gubernaculum is 40-50 µm lang en 6-9 µm breed. De staart heeft 23 genitale paillen, waarvan 22 paarsgewijs zitten. (After Poinar, 1978). De mond heeft zes lippen met vier kop papillen. De amfiden zijn maanvormig. De eieren blijven in het lichaam van het vrouwtje zitten en komen daar ook uit. De larven boren zich vervolgens door de cuticula naar buiten. 
De infectieuze L3-larve is 864-1448 µm  lang en 31-50 µm dik. De afstand van de mond tot de uitscheidingsopening is 87-110 µm en tot de zenuwring 112-126 µm. De slokdarm is 158-168 µm lang. De staart is 62-87 µm lang.

## Levenscyclus
Vanwege hun economische belang is de levenscyclus van de rondwormen, die behoren tot de  Steinernematidae goed bestudeerd. Bij Steinernematidae komen bacteriën van het geslacht Xenorhabdus voor. De rondwormen bieden beschutting aan de bacteriën, die op hun beurt zorgen voor de dood van de insectenlarve of het insect. De entomopathogene rondwormen hebben een speciale structuur waarin de bacteriën worden bewaard. De cyclus begint met een infectieuze L2- of L3-larve, wiens enige functie is om nieuwe gastheren op te zoeken en te infecteren. Wanneer een infectieuze larve een geschikte gastheer heeft gevonden wordt de dikke cuticula afgestoten, zwelt zijn kop op, opent zijn mond en zet zijn spijsverteringskanaal uit. De infectieuze larven dringen de lichaamsholte van de insectenlarve of het insect binnen, meestal via natuurlijke lichaamsopeningen (mond, anus, ademopeningen) of via gebieden met een dunne cuticula met een aan de wangkant zittende 'tand'-achtige structuur.
Vervolgens spugen de larven mutualistisch symbionte bacteriën uit hun spijsverteringskanaal in het lichaam van de insectenlarve of het insect, die zich snel in de hemolymfe gaan vermenigvuldigen. De bacteriën doden de gastheer binnen 24-48 uur. Uit onderzoek van 2017 blijkt echter dat Steinernema carpocapsae niet alleen op de bacteriën vertrouwt voor het doden van de gastheer, maar door het uit- en afscheiden van eiwitten meehelpt de gastheer te doden. Samen voeden de rondwormen en bacteriën zich met de door proteasen vloeibaar gemaakte gastheer. De larven ontwikkelen zich in de insectenlarve of het insect via de L2, L3, en L4 larven tot volwassen rondwormen. In de insectenlarve of het insect vinden meerdere generaties rondwormen plaats. Steinernematidae-larven kunnen mannelijk of vrouwelijk worden. Wanneer het voedsel in de gastheer schaars wordt, produceren de volwassen rondwormen nieuwe infectieuze larven die zijn aangepast aan de omgeving buiten de insectenlarve of het insect. De levenscyclus van de entomopathogene rondworm is binnen een paar dagen voltooid (Shapiro-Ilan, David I., and Randy Gaugler. "Nematodes."). Na ongeveer een week komen honderdduizenden jonge larven uit de insectenlarve of het insect en gaan ze op zoek naar nieuwe gastheren. Deze larven dragen de mutualistische bacteriën bij zich, die ze uit de gastheer hebben meegenomen. Hun groei en reproductie buiten de gastheer hangt af van hun conditie, die ze in de gastheer hebben verkregen. De bacterie heeft immunoglobulinen tegen de afweer van de gastheer (Shapiro-Ilan, David I., and Randy Gaugler. "Nematodes.").